# HMS Faulknor (H62)
Pour les autres navires du même nom, voir HMS Faulknor.
Le HMS Faulknor (pennant number H62) est un destroyer de classe F construit en tant que leader de flottille pour la Royal Navy. Lancé le 12 juin 1934 et armé en mai 1935, il participe activement à la Seconde Guerre mondiale, durant laquelle il se voit décerner 11 honneurs de bataille. C'est ainsi qu'il prend part à la campagne de Norvège, puis intègre la Force H afin de protéger les convois de Malte en Méditerranée, avant de participer aux débarquements en Sicile, en Italie, en Normandie et sur les îles Anglo-Normandes. Il est retiré du service après la fin de la guerre et démoli en 1946.

## Construction

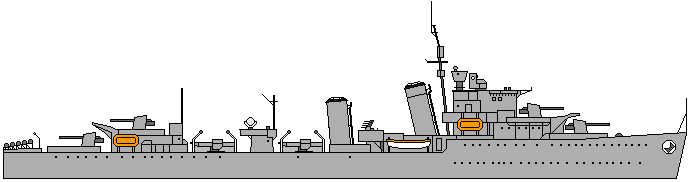
Profil d'un destroyer de la classe E.

Le Faulknor est commandé, dans le cadre du programme naval de 1932, le 17 mars 1933 pour le chantier naval de Yarrow Shipbuilders de Scotstoun en Ecosse. La pose de la quille est effectuée le 31 juillet 1933, le Faulknor  est lancé le 12 juin 1934 et mis en service le 24 mai 1935.
Il est parrainé par les communautés civiles de Stourbridge, Lye et Ambleton dans le Worcestershire, dans le cadre de la Warship Week (semaine des navires de guerre) en février 1942.
Le Faulknor  est un des 9 navires de la classe E, version allongée de la classe A de 1927 et sur la classe D précédente, permettant d'améliorer leur endurance. Ses quatre canons, en affût simple, sont de 120 mm (4,7 pouces). Ils sont superposés deux à la proue et les deux autres à la poupe. Deux plateformes de tubes lance-torpilles quadruples de 533 mm sont présentes dans l'axe du navire, installées après les deux cheminées et séparées par une plateforme projecteur. Il n'est pas équipé à l'origine comme dragueur de mines.
Les destroyers des classes F déplacent 1 405 long tons (1 428 t) en charge normale et 1 940 long tons (1 970 t) en pleine charge. Ils ont une longueur totale de 100,3 mètres, une largeur de 10,1 mètres et un tirant d'eau de 3,8 mètres. Mais le Faulknor  en tant que Leader de flottille possède des dimensions légèrement agrandies: une longueur totale de 104,5 mètres, une largeur de 10,3 mètres et un tirant d'eau de 3,8 mètres pour un déplacement de  1 495 long tons (1 519 t) en charge normale et 2 050 long tons (2 080 t) en pleine charge. Ils sont propulsés par deux turbines à vapeur à engrenages Parsons, chacune entraînant un arbre d'hélice, utilisant la vapeur fournie par trois chaudières à trois tambours Almirauty qui fonctionnent à une pression de 20,7 bar (300 psi) et à une température de 327 °C. Les turbines développent une puissance totale de 36 000 chevaux-vapeur (27 000 kW) (38 000 ch pour le Faulknor ) et atteignent une vitesse maximale de 35,5 nœuds (65,7 km/h). Les destroyers transportent un maximum de 470-480 tonnes de mazout, ce qui leur donne une autonomie de 6 350 milles nautiques (11 760 km) à 15 nœuds (28 km/h).L'effectif du navire est de 145 officiers et matelots (175 hommes pour le Faulknor) .

## Histoire
Faulknor a été achevé le 24 mai 1935 pour un coût de 271 886 £, sans compter les articles fournis par l'Amirauté tels que les canons, les munitions et le matériel de communication. Le capitaine Marshall Clarke a été son premier capitaine, et également commandant de la 6e flottille de destroyers (DF) de la Home Fleet (Flotte intérieure). Après avoir été mis en état de marche en mai-juillet, le navire a été envoyé à Portsmouth pour remédier aux défauts révélés du 29 juillet au 21 septembre, avant de pouvoir prendre sa place avec sa flottille.
Faulknor, ainsi que la plupart des navires de sa flottille, fut envoyé en renfort de la flotte méditerranéenne pendant la deuxième guerre italo-assyssinienne; pendant cette période, le capitaine Victor Hilary Danckwerts releva Clarke en mars 1936. Le navire resta sur place jusqu'au 20 juillet, date à laquelle il commença un carénage à Portsmouth qui dura jusqu'au 3 octobre. Il a été détaché en Méditerranée pour faire respecter l'embargo sur les armes imposé aux deux parties pendant la guerre civile espagnole par le Comité de non-intervention en janvier-mars 1937, puis déployé au large des ports espagnols dans le golfe de Gascogne pendant trois mois supplémentaires avant de rentrer chez lui. Faulknor est entré en collision avec le cargo SS Clan MacFadyen au large d'Ouessant le 4 août et était en réparation à Portsmouth jusqu'au 28 décembre. Il fut affecté à la Marine française en Méditerranée pendant les trois premiers mois de 1938 avant de rentrer chez lui. Danckwerts fut relevé à son tour par le capitaine C. S. Daniel en avril. La 6e DF fut renumérotée 8e Flottille de destroyers en avril 1939, cinq mois avant le début de la Seconde Guerre mondiale.

### Seconde Guerre mondiale
En septembre 1939, Faulknor et sa 8e DF sont affectés à la Home Fleet et basés à Scapa Flow. Pendant le premier mois des hostilités, elle fait partie d'un groupe de chasseurs de sous-marins centré sur le porte-avions Ark Royal. Le 14 septembre, le porte-avions fut attaqué sans succès par le sous-marin allemand U-39. Le Faulknor, en compagnie de ses navires jumeaux Foxhound et Firedrake, contre-attaque et coule le U-39 au nord-ouest de l'Irlande, sauvant ainsi la plupart de son équipage. Après qu'un couple de chalutiers a été coulé par un sous-marin au large des Hébrides, les 6e et 8e DF ont reçu l'ordre de balayer la zone le 19 septembre. Le jour suivant, Faulknor a sauvé 20 membres d'équipage du U-27 après que plusieurs de ses sœurs ont coulé le sous-marin, puis a repris ses fonctions normales d'escorte. Un mois plus tard, le navire a été endommagé par une mer agitée alors qu'il escortait les navires de la flotte nationale et a été réparé à Scotstoun du 15 au 28 octobre. Deux mois plus tard, elle escortait le cuirassé Nelson lorsque ce dernier a heurté une mine magnétique alors qu'il entrait dans le Loch Ewe le 4 décembre. Faulknor y resta un certain temps au cas où d'autres tentatives de minage seraient faites. En février 1940, elle fut l'une des escortes du convoi TC 3 transportant les troupes du Canada vers le Royaume-Uni. Plus tard dans le mois, le navire sauva 10 survivants du cargo torpillé SS Orania le 11 février. Le capitaine Antony de Salis prit le commandement du navire et de la flottille le 19 .

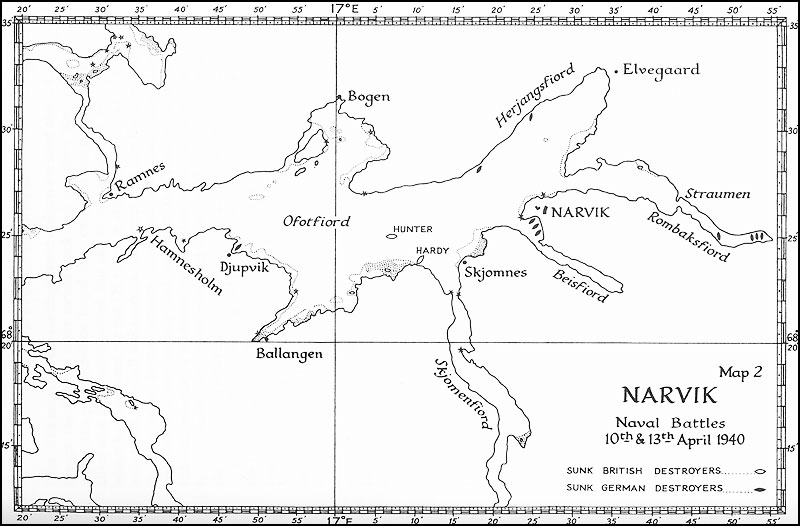
Carte de l'Ofotfjord

Faulknor a participé à la campagne norvégienne d'avril-juin, en contrôlant les navires de la flotte nationale au début de la campagne. Après la deuxième bataille de Narvik le 12 avril, le capitaine Antony De Salis, capitaine (D) de la 8e DF et commandant de Faulknor, a été nommé officier supérieur des destroyers pour la région de Narvik, avec autorité sur tous les destroyers de la région. Il les a chargés de patrouiller dans l'Ofotfjord et d'évaluer les défenses allemandes tout en empêchant l'entrée de tout sous-marin. Une équipe de débarquement de Faulknor s'est rendue à terre le 16 avril pour inspecter l'épave du destroyer allemand échoué Z19 Hermann Künne, rechercher tout document utile et évaluer son état. Ils n'ont rien trouvé et un homme a été tué par un sniper. Le jour suivant, Faulknor et le destroyer Zulu bombardent le navire allemand et l'incendient. Pendant ce temps, le navire a été attaqué par des avions allemands à de multiples reprises sans grand effet. Le 25 avril, il a aidé à débarquer une partie du 2e bataillon des South Wales Borderers, à Bogen et Lenvik. Plus tard, il bombarde les positions allemandes pour soutenir l'avance alliée sur Narvik. Le 4 mai, le Faulknor a sauvé 52 survivants du destroyer polonais Grom, qui avait été coulé par les bombardiers allemands, et a récupéré les corps de 60 autres membres d'équipage. Le jour suivant, le navire s'est échoué alors qu'il bombardait les défenses allemandes dans le Rombaksfjord, mais n'a été que légèrement endommagé. Sur le chemin du retour pour les réparations, il escorta un convoi de navires de troupes vides. Faulknor est arrivé à Scapa Flow le 9 mai et a navigué jusqu'à Grimsby pour y être réparé.

#### Force H
Les réparations sont achevées le 12 juin et, une semaine plus tard, elle escorte le croiseur de bataille Hood et le porte-avions Ark Royal, avec ses soeurs Fearless and Foxhound et le destroyer Escapade, de Scapa Flow à Gibraltar où ils formeront la Force H.[17] Début juillet, Faulknor passe au crible les plus gros navires britanniques lors de l'attaque de la flotte française de Vichy à Mers-el-Kébir, en Algérie française. Au cours de l'opération MA 5, une attaque planifiée de porte-avions sur les aérodromes italiens en Sardaigne, le destroyer Escort a été torpillé par le sous-marin italien Guglielmo Marconi le 11 juillet après que l'attaque a été annulée par manque de surprise. Un mois plus tard, le navire était l'un des escortes de la Force H pendant l'opération "Hurry", une mission visant à faire décoller des avions de chasse pour Malte et à mener une attaque aérienne sur Cagliari le 2 août. Le 13 septembre, la Force H a rencontré un convoi qui transportait des troupes destinées à capturer Dakar aux Français de Vichy. Dix jours plus tard, ils attaquent Dakar, mais sont repoussés par les défenses françaises de Vichy. Début octobre, Faulknor escorte un convoi de troupes de Freetown, en Sierra Leone, vers le Cameroun français. Elle est ensuite retournée à Gibraltar et a escorté les porte-avions Argus et Ark Royal pendant les opérations opérations Coat and White en novembre. Le 21 novembre, Faulknor, avec le croiseur léger Despatch et le destroyer Forester, a intercepté le MV Charles Plumier, coureur du blocus français de Vichy, et l'a escorté jusqu'à Gibraltar. Le navire a escorté la Force F à Malte pendant l'opération Collar plus tard dans le mois et a participé à la bataille peu concluante du Cap Spartivento le 27 novembre. Le mois suivant, le Faulknor a couvert un autre convoi vers Malte et est venu à l'aide du convoi WS 5A après avoir été attaqué par le croiseur lourd allemand Admiral Hipper.
Début janvier, elle a contrôlé la Force H pendant l'opération Excess. Plus tard ce mois-là, Faulknor et Forester ont temporairement relevé une partie des escortes du convoi WS 5B à destination de l'Égypte via le Cap de Bonne Espérance et sont restés avec le convoi jusqu'à Freetown. Avant d'y arriver le 26 janvier, ils ont été détachés de la Force H pour renforcer la Force d'escorte de Freetown. Le 3 février, Faulknor a sauvé quatre survivants du pétrolier SS British Premier après 41 jours de mer. Leur séjour à Freetown n'a pas duré longtemps puisqu'ils ont reçu l'ordre d'escorter le convoi SL 67 et le cuirassé Malaya en route vers Gibraltar fin février. Le convoi lent a été attaqué par deux U-Boote qui ont coulé cinq navires du convoi le 8 mars, les destroyers ayant sauvé certains des survivants. Plus tard dans la journée, les cuirassés allemands Gneisenau et Scharnhorst repèrent le convoi, mais l'amiral Günther Lütjens refuse d'attaquer lorsque le Malaya est repérée. La force H a rejoint le convoi trois jours plus tard et Faulknor et Forester sont revenus à Gibraltar le 16 mars. Faulknor passa la majeure partie du reste du mois à se rééquiper.
Du 2 au 4 avril, le navire a dirigé les escortes de l'Ark Royal alors qu'il évacuait d'autres chasseurs à destination de Malte et a répété la mission trois semaines plus tard. Début mai, il a fait partie de l'écran des destroyers avec cinq autres destroyers pour le cuirassé Queen Elizabeth et les croiseurs légers Naiad, Fidji et Gloucester qui rejoignaient la flotte méditerranéenne. Cela faisait partie de l'opération Tiger qui comprenait un convoi de ravitaillement transportant des chars au Moyen-Orient et le transfert de navires de guerre. Le Faulknor et les autres destroyers de classe F avaient leur équipement de dragage de mines à deux vitesses (Two-Speed Destroyer Sweep ou TSDS) équipé pour leur permettre de servir de dragueurs de mines rapides en route vers Malte. Malgré cela, un navire marchand a été coulé par des mines et un autre endommagé. Plus tard ce mois-là, il a participé à l'opération Splice, une autre mission au cours de laquelle les porte-avions Ark Royal et Furious ont fait décoller des chasseurs pour Malte.
La force H a reçu l'ordre de rejoindre l'escorte du convoi WS 8B dans l'Atlantique Nord le 24 mai, après la bataille du détroit du Danemark le 23 mai, mais elle a reçu l'ordre de rechercher le cuirassé allemand Bismarck  et le croiseur lourd Prinz Eugen le 25 mai. La mer forte a augmenté la consommation de carburant de toutes les escortes et Faulknor a été forcé de retourner à Gibraltar pour se ravitailler en carburant plus tard dans la journée avant de rejoindre les navires de la Force H le 29 mai, après que le Bismarck a été retrouvé et coulé. Au début du mois de juin, le destroyer a participé à deux autres missions de livraison d'avions à Malte (opérations Rocket et Tracer). Le 16, après l'arrivée en France des coureurs de blocus allemands, la Force H s'est repliée dans l'Atlantique pour rechercher d'autres coureurs de blocus, mais sans succès. Avec Fearless, Foresight, Forester et Foxhound, Faulknor a aidé à couler le U-138 le 18 juin. Quatre jours plus tard, le 8e DF a été chargé d'intercepter un navire de ravitaillement allemand se dirigeant vers les côtes françaises. Le lendemain, ils repèrent le MS Alstertor qui a été sabordé par son équipage à l'approche des navires britanniques. Ils ont sauvé 78 prisonniers de guerre britanniques pris sur des navires coulés par les raiders allemands ainsi que l'équipage. Fin juin, Faulknor a escorté Ark Royal et Furious alors qu'ils envoyaient d'autres chasseurs vers Malte dans le cadre de l'opération Railway.
Au cours d'un convoi de ravitaillement de Malte (opération Substance), le navire est allé à l'aide du Fearless le 23 juillet, après avoir été paralysé et incendié par des torpilleurs italiens, mais il n'a pas pu être remorqué en toute sécurité jusqu'à Gibraltar et a dû être coulé par les torpilles du Forester. Une semaine plus tard, Faulknor a passé au crible les navires de la capitale de la Force H alors qu'ils couvraient un autre convoi de Malte (Opération Style). Sur le voyage de retour, ses turbines sont tombées en panne, mais il a pu rejoindre Gibraltar en boitant après que la turbine portuaire a été réparée. Une inspection a révélé que certaines des pales de la turbine tribord s'étaient brisées. Comme le chantier naval ne disposait pas des pièces de rechange et des engins de levage lourds nécessaires, Faulknor a été renvoyé chez lui pour une remise en état complète. Il a été désigné comme navire principal du convoi HG 70 bien qu'il soit limité à une vitesse de 18 nœuds (33 km/h) et son convoi a atteint Londonderry le 16 août sans avoir perdu un navire. Deux jours plus tard, le navire a commencé un grand carénage à Southampton qui n'a été achevé que le 9 novembre.

#### Convois arctiques et atlantiques
Faulknor a été affecté à la flotte intérieure de Scapa Flow après l'achèvement de son carénage, et a dirigé l'escorte du cuirassé Duke of York alors qu'il transportait le premier ministre Winston Churchill pour rencontrer le président américain Franklin Roosevelt lors de la conférence de l'Atlantique à la mi-décembre. Faulknor et Foresight ont tous deux subi des dommages météorologiques en cours de route, et ont été contraints de se séparer et de se réfugier aux Açores, au Portugal, avant de retourner à Scapa Flow le 23 décembre.

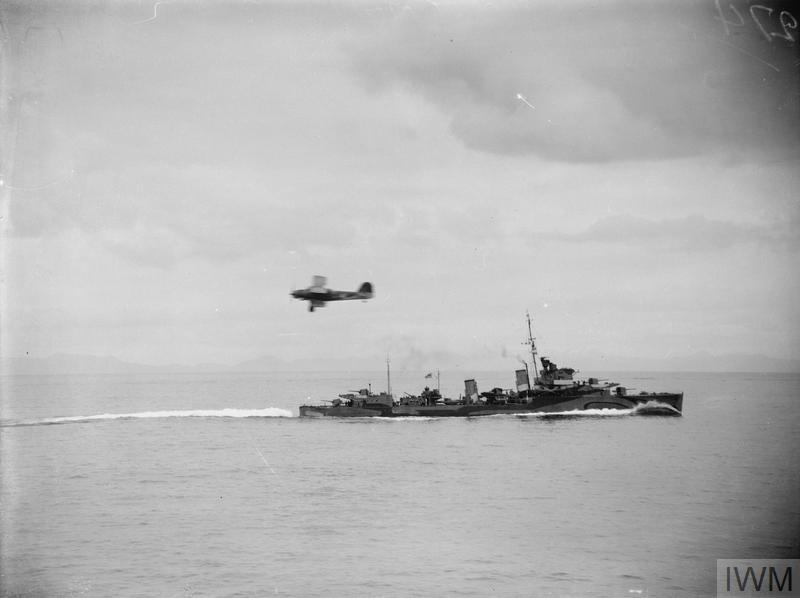
Un bombardier-torpilleur Fairey Albacore du porte-avions survole le Faulknor en mai 1942

Le 27 janvier 1942, le capitaine Alan Scott-Moncrieff releva de Salis[30], qui fut déployé avec des unités de la Home Fleet pour escorter les convois vers la Russie. Scott-Moncrieff commanda l'escorte rapprochée du convoi PQ 9/10 et le retour du convoi QP 7 en février, et, tout en escortant la force de couverture du convoi PQ 12 au début du mois de mars, il reçut l'ordre d'assister le croiseur léger Sheffield endommagé après qu'il a rencontré une mine à la dérive. Après l'avoir escorté jusqu'à Seidisfjord, en Islande, Faulknor a rejoint la force de couverture le 9, peu avant qu'elle ne fasse demi-tour pour Scapa Flow. Quelques jours plus tard, le navire a dirigé un destroyer au large des côtes norvégiennes à la recherche infructueuse du cuirassé allemand Tirpitz, pour revenir à Scapa le 14. Après quelques réparations pour des dommages dus aux intempéries, Scott-Moncrieff a de nouveau commandé les escortes pour la force de couverture des convois PQ 13 et le retour du QP 9 à la fin du mois.
Le 1er avril, le Faulknor a pris la tête d'une force de cinq autres destroyers qui devaient escorter dix navires marchands norvégiens tentant de rejoindre la Grande-Bretagne depuis la Suède via le Skagerrak. Les Allemands, qui s'attendaient à une évasion, en endommagèrent ou coulèrent six, tandis que deux autres retournèrent en Suède. Le Faulknor a coulé le SS Rigmor en flammes après que son équipage a été enlevé par un autre destroyer, malgré les lourdes attaques de la Luftwaffe. Comme d'habitude, elle a dirigé les escortes de la force de couverture lointaine des convois PQ 14 du 11 au 18 avril, PQ 15 du 22 avril au 5 mai et PQ 16 du 23 au 30 mai, puis PQ 17 du 29 juin au 8 juillet avec peu d'incidents autres que le mauvais temps habituel. Cinq jours plus tard, Faulknor a entamé un chantier naval à Hull qui a duré jusqu'au 27 août.
Le radar de conduite de tir de type 285 et le radar d'alerte de type 286PQ ont été installés, un canon HA de 3 pouces (76 mm) a remplacé le montage de 4,7 pouces en position "X", et le montage du tube de torpille arrière a également été remplacé. Elle est ensuite retournée à la fonction d'escorte de convoi, en contrôlant le PQ 18 du convoi en septembre, et en coulant le  U-88 au sud du Spitsberg. En octobre, il escorte le convoi de retour QP 15, et le convoi JW 51A en décembre. D'autres escortes ont suivi en 1943, avec le convoi JW 52 en janvier, le convoi JW 53 en février et le convoi RA 53 en mars. En avril, elle est détachée pour escorter des convois dans l'Atlantique Nord avec la flottille comme 4e groupe d'escorte, escortant les convois HX 234, SC 127, ONS 6, ONS 182 et HX 239.

#### Méditerranée et Égée
En juin 1943, Faulknor rejoint la 8e flottille de destroyers pour des missions de la Flotte en Méditerranée, arrivant à Alexandrie le 5 juillet pour soutenir l'invasion alliée de la Sicile (opération Husky). Elle a servi d'écran pour la force de couverture en mer Ionienne (deux porte-avions, trois cuirassés et quatre croiseurs avec 17 autres destroyers alliés). Après avoir effectué des missions de contrôle et de patrouille en août, elle a soutenu les débarquements alliés sur le continent italien (opération Baytown) et à Salerne (opération Avalanche) avec les destroyers des 4e, 8e et 24e flottilles. Il a ensuite été détaché avec d'autres destroyers pour contrôler les navires escortant la flotte italienne à Alexandrie via Malte, puis a été transféré en Méditerranée orientale pour soutenir les opérations alliées de défense des îles de la mer Égée contre l'invasion allemande. Il a transporté des troupes à Leros, effectué des patrouilles, coulé plusieurs cargos et péniches de débarquement, et bombardé des positions à terre avant que l'opération ne soit abandonnée en novembre.
En décembre, Faulknor a soutenu les opérations militaires sur la côte ouest de l'Italie, en escortant les navires de débarquement Royal Ulsterman et Princess Beatrix avec le Commando n°9 pour un débarquement au nord du Garigliano (opération Partridge), puis en effectuant des bombardements de diversion. En janvier 1944, elle participe au débarquement d'Anzio (opération Shingle), fournissant un appui-feu naval et une défense antiaérienne lors des premiers débarquements, puis comme patrouilleur et escorteur jusqu'en mars.

#### La Normandie et la Manche
En avril 1944, Faulknor est retourné à Scapa Flow pour soutenir le débarquement de Normandie (opération Neptune), rejoignant dix autres destroyers de la Force J de la Force opérationnelle de l'Est, et affecté à l'attaque des défenses de la plage à l'Ouest de La Riviere. Le 27 avril, il s'est rendu sur le Solent pour des exercices. Le 4 juin, il s'est rendu en Normandie, mais a été rappelé lorsque l'opération a été reportée de 24 heures. Le 5, il navigue avec le convoi J1, composé de la 9e flottille de dragage de mines, de quatre Danlayers, d'une vedette de défense portuaire et de la Modèle:Are de la flottille 159 BYMS. Le matin du 6 juin, il a fourni un appui-feu naval au large de Juno Beach, revenant à Portsmouth pour être réamorcé plus tard dans la journée. Le 7 juin, elle est retournée en Normandie avec le général Sir Bernard Law Montgomery, commandant des forces terrestres alliées pour la phase initiale de l'invasion, à bord pour être transportée vers la tête de pont afin d'y installer son quartier général tactique. Elle a ensuite été déployée pour des patrouilles, la défense antiaérienne et des missions de convoyage. Le 24, il a embarqué le First Sea Lord Amiral de la flotte Andrew Cunningham, le Second Sea Lord Amiral Algernon Willis, le secrétaire de la marine Amiral Cecil Harcourt, et le Lord Privy Seal Lord Beaverbrook à Portsmouth pour visiter la zone d'assaut. Après l'arrivée du drapeau de l'amiral Bertram Ramsay, le commandant de la marine alliée a été porté lors d'une visite de l'amiral Alan Goodrich Kirk, le commandant de la marine américaine. Elle est retournée à Portsmouth avec ses passagers le même jour.
Faulknor a été libéré en juillet et s'est rendu à Grimsby pour y être réparé. En septembre, il est déployé pour des missions de soutien et de défense des convois dans la Manche, et en octobre, il rejoint le 14e groupe d'escorte basé à Milford Haven, employé dans la mer d'Irlande, la Manche et les approches du sud-ouest. En décembre, il rejoint la 8e flottille de destroyers réformée à Plymouth, et est déployé pour la défense des convois de la Manche. Le 8 mai 1945, elle accepte la reddition de la garnison allemande à Saint Peter Port de Guernesey, et le 17, elle escorte six dragueurs de mines allemands et deux patrouilleurs vers le Royaume-Uni. Le 6 juin, elle escorte le croiseur Jamaica qui emmène le roi George VI visiter les îles anglo-normandes.

### Après-guerre
En juillet, Faulknor a été réduit à la réserve et déstocké à Plymouth, puis a navigué jusqu'à Dartmouth pour être désarmé le 25. Il fut mis sur la liste des démolitions en décembre 1945, et fut vendu le 21 janvier 1946 à la BISCo pour être démantelé par Thos W Ward à Milford Haven. Après avoir été dépouillé de son équipement à Plymouth en mars, il fut remorqué jusqu'au chantier de démantèlement, où il arriva le 4 avril 1946.

### Honneurs de bataille
- ATLANTIC 1939-43
- NORWAY 1940
- SPARTIVENTO 1940
- MALTA CONVOYS 1941
- ARCTIC 1942-43
- SICILY 1943
- SALERNO 1943
- AEGEAN 1943
- MEDITERRANEAN 1943-44
- ANZIO 1944
- NORMANDY 1944

### Participation auxconvois
L'Exmouth a navigué avec les convois suivants au cours de sa carrière:
1. Convoi Tiger
2. Convoi AT 165A
3. Convoi AT 167
4. Convoi AT 172A
5. Convoi AT 174
6. Convoi AT 175
7. Convoi AT 176
8. Convoi HG 70
9. Convoi HN 19
10. Convoi HN 22
11. Convoi HX 234
12. Convoi HX 239
13. Convoi JW 51A
14. Convoi JW 52
15. Convoi JW 53
16. Convoi NV 12
17. Convoi OG 66
18. Convoi ON 182
19. Convoi ON 19(Nor)1
20. Convoi ON 22(Nor)1
21. Convoi ON 24(Nor)1
22. Convoi ONS 6
23. Convoi PQ 9
24. Convoi PQ 12
25. Convoi PQ 13
26. Convoi PQ 14
27. Convoi PQ 15
28. Convoi PQ 16
29. Convoi PQ 17
30. Convoi PQ 18
31. Convoi QP 7
32. Convoi QP 9
33. Convoi QP 10
34. Convoi QP 11
35. Convoi QP 12
36. Convoi QP 13
37. Convoi QP 14
38. Convoi QP 15
39. Convoi RA 51
40. Convoi RA 53
41. Convoi SC 127
42. Convoi SL/MKS 67
43. Convoi SL/MKS 169MK
44. Convoi TA 163
45. Convoi TA 166
46. Convoi TA 208A
47. Convoi TC 3
48. Convoi UGS 23

### Commandement
- Captain (Capt.) Charles Saumarez Daniel (RN) du 1er avril 1938 au 19 février 1940
- Captain (Capt.) Antony Fane de Salis (RN) du 19 février 1940 au 26 janvier 1942
- Captain (Capt.) Alan Kenneth Scott-Moncrieff (RN) du 26 janvier 1942 au 28 septembre 1943
- Captain (Capt.) Mervyn Somerset Thomas (RN) du 28 septembre 1943 au 24 février 1944
- Lieutenant Commander (Lt.Cdr.) Eric George May (RN) du 24 février 1944 à avril 1944
- Captain (Capt.) (en retraite) Charles Fraser Harrington (RN) de avril 1944 au 19 décembre 1944
- Captain (Capt.) Douglas Eric Holland-Martin (RN) du 19 décembre 1944 au 3 avril 1945
- Captain (Capt.) George Emery Fardell (RN) du 3 avril 1945 à mi-1945